# Antuzede
Antuzede ist eine portugiesische Ortschaft und ehemalige Gemeinde.

## Verwaltung
Die ehemalige Gemeinde (Freguesia) gehört zum Kreis (Concelho) von Coimbra und hat eine Gesamtfläche von 8,1 km². Es leben auf dem Gebiet der ehemaligen Gemeinde 2291 Einwohner (Stand 30. Juni 2011).
Im Zuge der administrativen Neuordnung in Portugal zum 29. September 2013 wurde Antuzede mit der Gemeinde Vil de Matos zur neuen Gemeinde União das Freguesias de Antuzede e Vil de Matos zusammengeschlossen. Hauptsitz der neuen Gemeinde wurde Antuzede.